# Desmeplagioecia pastiliformis
Desmeplagioecia pastiliformis is een mosdiertjessoort uit de familie van de Plagioeciidae. De wetenschappelijke naam van de soort is voor het eerst geldig gepubliceerd in 2009 door Gontar.